# Mika Newton
Mika Newton, egentligen Oksana Stefanivna Hrytsaj (ukrainska: Міка Ньютон eller Оксана Стефанівна Грицай) född 5 mars 1986 i Bursjtyn, Ukrainska SSR, Sovjetunionen, är en ukrainsk sångerska. Newton är medlem i ett rockband med de övriga medlemmarna Uncle Fe, Snow, Andrew och "Loco" Vitalij. Deras debutalbum släpptes 2005.
Under hösten 2010 deltog Newton i den ukrainska uttagningen till Eurovision Song Contest 2011, som  arrangerades i Düsseldorf, Tyskland. Mika Newton tog sig vidare från sin kvartsfinal, och från semifinalen tog hon sig till finalen som hölls den 26 februari 2011. Mika Newton vann där den ursprungliga finalen med sitt bidrag "Angels" och hon skulle därmed ha representerat Ukraina vid Eurovision Song Contest 2011 i Düsseldorf. Den 28 februari meddelade dock Ukrainas TV-bolag NTU efter flera kontroverser att den nationella finalen kommer att hållas ännu en gång. Denna gång mellan Newton, Jamala och Zlata Ohnevytj. Efter att både Jamala och Ohnevytj bägge två dragit sig ur den nya finalen så stod det klart Newton skulle representera Ukraina i Düsseldorf. Dock så tävlade hon med en annan låt än den hon deltog med i den nationella uttagningen.